# Tellurek cynku
Tellurek cynku, ZnTe – nieorganiczny związek chemiczny, półprzewodnik samoistny, wykorzystywany m.in. do budowy niebieskich diod świecących (LED), diod laserowych i ogniw słonecznych.